# 賀一孝
賀一孝（1529年—1587年），字子順，號義斋，河南汝州魯山縣民籍，湖廣酃縣人，明朝政治人物。

## 生平
嘉靖四十三年（1564年）河南鄉試第七十名舉人，隆慶五年（1571年）辛未科礼部会试中式第二百七十一名贡士，萬曆二年（1574年）甲戌科，登三甲第二十四名進士。工部觀政，同年秋授山东历城县知县，萬曆八年（1580年）擢南京户部主事，以侍养母亲乞休回乡。母亲去世后，萬曆十四年服阕，授兵部职方司主事，督修神宗寿宫，以勞瘁卒官，享年五十九。

## 家族
曾祖賀慶；祖父賀鳳；父賀宗朝，號霞峯，曾任鲁山县教諭。母朱氏。兄一卿、一相、一忠。